# Антон (село)
Вижте пояснителната страница за други значения на Антон.
Антон е село в Западна България. То е единственото населено място в община Антон, Софийска област.
Старото име на селото е Лъджене, идващо от турската дума „лъджа“, което значи минерален извор или баня. Има данни, че в селото е извирала минерална вода, която при голямо земетресение изчезва в земните недра. Според непотвърдени източници тази вода започва да извира по-късно в Стрелча и околностите. Въпреки това селото е известно със своите извори и множество реки. За това и на герба на селото е изобразена водата, гордост за местните жители. През 1950 г. селото е прекръстено в чест комуниста Стефан Минев по прякор Антон – виден партизанин, възпят в известното стихотворение „Балада за комуниста“ на Веселин Андреев.

## География
Селото е разположено в планински район, на 89 km източно от столицата София по Подбалканския път.
Населението му през 2007 г. е 1990 жители, през 2008 г. спада до 1806 души, а през 2012 г. е 1616 души.
Землището е с площ 76,098 кв. км. и с дължина 3 км. Община Антон граничи със съседните общини Пирдоп, Тетевен, Карлово и Копривщица. Част от землището и е местността „Въртопа“, която влиза в границите на най-големия национален парк в България, „Централен Балкан“. В пределите на общината е и западната част на рида „Козница“, който за селото освен природо-географско, има и известно историческо значение.
Климатичните условия тук са особено подходящи за отглеждане на овце, както и масово производство на картофи. Интересен елемент от природо-географската характеристика на с. Антон са водите. През територията на селото протичат 7 малки или по-големи реки, а броят им на територията на общината е 14.
От другите интересни природо-географски особености от землището на Антон трябва да се отбележат няколко земни пирамиди, които могат да се срещнат при обхождането му, неголемият Антоновски водопад и множество изкуствени могили, повечето от които произлизат от тракийската епоха. В северната част на антоновското землище, непосредствено под полите на старопланинския масив, минава главен път 1 – 6 София-Карлово-Бургас; освен него, оттук преминава и Подбалканската железопътна линия.

## История
В землището на селото съществува селище още от дълбока древност, както и през тракийската античност и средновековието. В околностите има няколко могилни некропола. Находка на златна монета от времето на император Лъв I (457 – 474 г.) свидетелства, че животът тук е продължил и през ранновизантийската епоха. През IV век непосредствено до него в западна посока е изграден и просъществува като значителен духовен център до 1700 г. (когато е унищожен от турската армия) големият манастир и скрипториум „Св. Илия“ с неговата внушителна Еленска базилика, величествените руини на която са най-голямата историческа забележителност тук.
След разкъсването на Сан Стефанска България от Берлинския конгрес, тук минава наложената граница на Княжество България с Източна Румелия по течението на река Тополница и притока ѝ, спускащ се от старопланинското било – р. Граматник (Граматик, Грамотник, днес в средното си течение наричана Илиинска или Ѐленска река, тур. Тузлу дере), като граничният пост е на подбалканския път и село Лъджане (дн. Антон) заедно с Душанци, Копривщица и пр. остават 7 години извън Княжеството до Съединението на България в 1885 г.
Църквата „Свети Илия“ е построена в 1895 година. Стенописите са дело на дебърския зограф Христо Благоев и племенника му Серафим, но по-късно са замазани. На едно от иконостасните подиконни табла при изображението на пророк Давид и пророк Исай има надпис „Х. Б. и С. М. Благоеви 1901 – 1903“.

## Забележителности
- Еленска базилика – разположена е на около 3 км от село Антон (IV век).
- Национален парк „Централен Балкан“.
- Водопад Пеперудата.
- Природен резерват Боатин.
- Връх Вежен

- село Антон от връх Гьолджука (Централен Балкан)
- Читалище „Христо Ботев“
- Антоновският водопад
- Развалините на Еленската базилика от 4 век в близост до село Антон
- Общинска администрация Антон (на 2-ри етаж)

## Личности
- Стефан Минев (Антон) – български партизанин, на чието партизанско име е наречено селото